# رزی گولان
رزی گولان خواننده و ترانه‌سرای اسرائیلی است. آهنگ‌های او در فیلم‌های بلندی مانند جان عزیز و چشم ببر، برنامه‌های تلویزیونی مانند خاطرات خون‌آشام، آناتومی گری، تمرین خصوصی، برادران و خواهران، تپه درختی، نجواگر روح، و تبلیغات متعدد به نمایش درآمده است.
رزی گولان در اسرائیل به دنیا آمد و در آلمان و پاریس بزرگ شد و سرانجام در سن ۹ سالگی در لس آنجلس ساکن شد.

## آلبوم‌ها
- The Drifter and The Gypsy (18 نوامبر ۲۰۰۸)
- سیب کوچک (پروژه جانبی با Ari Hest – 27 سپتامبر ۲۰۱۱)
- بالون سربی (۲۷ سپتامبر ۲۰۱۱)
- فورتونا EP (15 اکتبر ۲۰۱۳)
- جمع‌آوری گلوله EP (14 ژوئیه ۲۰۱۷)

## تک آهنگ‌ها
- "درخشش" (۷ ژوئیه ۲۰۰۸)
- «پیکان را دنبال کن» (۱۰ نوامبر ۲۰۰۹)
- "اگر بمانی" (۲ ژانویه ۲۰۱۳)
- " לב אֶמת אַמיץ ונאמן " (۲۵ سپتامبر ۲۰۲۰)